# Babben Larsson
Barbro "Babben" Karin Viola Westerlund Larsson, född 29 oktober 1956 i Dalhems församling på Gotland, är en svensk komiker, programledare, skådespelare och sångerska.

## Biografi

### Bakgrund
Babben Larsson växte upp på gården Busarve, i ett generationsboende med föräldrar och morföräldrar. Där fanns även Babben Larssons tre år äldre syster.
I uppväxten var hon något av en "pojkflicka", och intresset för att roa inleddes tidigt. På gymnasiet inledde hon på naturvetenskaplig linje men bytte därefter till humanistisk linje med estetisk inriktning.

### Tidig scenkarriär
Babben Larsson fick sina första teaterroller i ungdomen i den fria teatergruppen Gotlands teater. Hon gick ut Teaterhögskolan i Stockholm 1980 och var några år senare med och bildade Bryggeriteatern på Gotland.
Hon spelade barn- och ungdomsteater på Atelierteatern i Göteborg 1982–1987 och var anställd vid Folkteatern i Gävleborg under en säsong. Åren 1983–1987 satte hon i egen regi upp kabaréer på Gutekällaren i Visby, bland annat Kebabben show.
Sedan 1988 har hon varit en av Sveriges mest uppmärksammade ståuppkomiker. Hon deltog i sammanlagt nio TV-sändningar från Norra Brunn i Stockholm – Släng dig i brunnen – mellan 1991 och 2018. Larsson har varit ledare för kurser i ståupp-komik på Dramatiska Institutet. Hon har även framträtt utomlands bland annat i Storbritannien och Irland.

### Paus och ny riktning 1998
Efter många års intensivt turnerande tog hon en lång paus från ståuppkomiken 1998. Hon övergick i stället till att föreläsa om friskvård, sjunga jazz med trio och storband runt om i Sverige, och hösten 1998 gjorde hon rollen som konferencier i musikalen Cabaret med Gotlands länsteater. I sju säsonger var hon en del av komikergänget R.E.A. som showat på Hamburger Börs i Stockholm med start januari 2000.
År 2005 gjorde hon comeback inom ståuppkomiken i föreställningen Gammal är äldst, med Adde Malmberg och Lennie Norman på Intiman, samt med en egen helaftonsföreställning Humoristiskt initiativ som gjorde två turnéer runt Sverige 2005–2006. Hösten 2012 hade den nya enmansshowen Vad hände? premiär på Rival i Stockholm, och den turnerade senare till andra orter. Senaste stora stå upp-turnén blev jätteprojektet "Expedition Babben" där hon besökte fyra för henne nya orter i alla 25 landskap, ett projekt som tog fyra år att genomföra. 

### TV och radio
Larsson har tävlat i På spåret två gånger – en gång med Herman Lindqvist och en gång med Stig Malm. Första gången med Herman Lindqvist gick de till semifinal. Semifinalen var mot Lennart "Hoa-Hoa" Dahlgren och Cecilia Hagen och blev 50–52, vilket kan vara den högsta totalsumman som två lag har haft i På spåret.
I TV har hon setts i humorprogram som Lösdrift och Parlamentet. Hösten 2007 var hon programledare för sitt eget TV-program Babben & Co, och våren 2009 sändes programmets andra säsong. Hon var en av panelmedlemmarna i Intresseklubben  som sändes i SVT åren 2012-2015.
Sedan 2017 har Babben Larsson lett tävlingsprogrammet Bäst i test tillsammans med David Sundin. Programmet sändes inledningsvis i SVT, men 2023 – efter sju säsonger – köptes det över till TV4.
2020 medverkade Babben Larsson i årets julkalender i SVT – Mirakel – i rollen som HVB-föreståndarens "Agneta". Den 15 november 2022 tillkännagav SVT att Babben Larsson skulle vara årets Julvärd. Hon ledde även tv-underhållningen "1 mot Sverige" i tre säsonger i början av 2020-talet för SVT1. https://www.svtplay.se/1-mot-sverige
I radiosammanhang har Babben Larsson återkommande deltagit som en av de tävlande i  programmet På minuten.

### Senare teater
År 2009 spelade hon den tragikomiska pjäsen Obesvarad kärlek på Intiman i Stockholm, där hon porträtterade den falsksjungande operadivan Florence Foster Jenkins. Hon och motspelaren Loa Falkman nominerades till var sin Guldmasken för sina prestationer, och Falkman bärgade sin.
Sommaren 2024 syntes hon på scen på Fredriksdalsteatern i Helsingborg. Det var i farsen Nötter, där hon uppmärksammades i rollen som "Rose-Marie Avenbok".
Hon har även varit verksam som regissör. The Sex Guru, med Stefan Sauk, hade premiär hösten 2012. 2016 hade Jag vet vem jag är premiär på Länsteatern på Gotland, med regi av Babben Larsson efter Ingegerd Monthans manus. Historien baserades på historien om Andreas Bruce, transperson på Gotland under det moraliskt stränga 1800-talet.

### Musik
Babben Larsson är även aktiv som sångerska, framför allt inom jazz. 1986 släpptes EP:n Lyckliga med covers på rhythm and blues-sånger samt egna kompositioner. 2005 kom albumet Babben By Night, där hon tolkade olika jazzstandards i samarbete med Sonora Big Band. 2023 kom Vägen hem, med Babben och hennes band "Second Edition" . Här blandas musik från svenska eller amerikanska musikskapare, många med svensk text av Babben Larsson själv.

### Övriga aktiviteter
I maj 2023 tillträdde Babben Larsson som ordförande i Stadsbrudskåren.

## Uppmärksammande
År 2008 fick hon det av Povel Ramel instiftade Karamelodiktstipendiet, med motiveringen "för att hon med humor och glädje, så giftigt och precist kan leverera – inte bara poänger och 'one-liners' – utan även ädel sång och textkonst med träffsäker tajming". Samma år fick hon även Edvardpriset av Kvällsposten, Tigertassen, Albert Engström-priset samt blev utsedd till Bästa kvinnliga komiker.
Larsson är hedersledamot vid Gotlands Nation i Uppsala.
Den 15 augusti 2022 tilldelades hon Lisebergsapplåden, under säsongsfinalen av Lotta på Liseberg. Asteroiden 10795 Babben är uppkallad efter henne.

## Verk

### Filmografi[41]
- 1980 – Barnens ö
- 1984 – Tryggare kan ingen vara ... (TV-serie)
- 1989 – Peter och Petra[42]
- 1990 – Släng dig i brunnen (TV-serie)
- 1992 – Lösdrift (TV-serie)
- 1994 – Läckan
- 1994 – 13-årsdagen
- 1996 – Drömprinsen – filmen om Em
- 1996 – Polisen och pyromanen (TV-serie)
- 1996 – Snacka om nyheter (TV-serie)
- 1997 – Nattbuss 807
- 1998 – Lithivm
- 1999 – Sherdil
- 2007 – Leende guldbruna ögon (TV-serie)
- 2010 – Fyra år till
- 2013 – Wallander – Försvunnen
- 2014 – Lasse-Majas detektivbyrå – Skuggor över Valleby
- 2014 – Stjärnor hos Babben (TV-serie)
- 2015–2020 – Parlamentet (TV-serie)
- 2017–2024 – Bäst i test (TV-serie)
- 2019 – Hellenius hörna (TV-serie)
- 2020 – Mirakel (TV-serie)
- 2021 – 1 mot Sverige (TV-serie)
- 2025 – Kärlek fårever

### Teater

#### Roller (ej komplett)
| År   | Roll               | Produktion                                                     | Regi             | Teater              |
| ---- | ------------------ | -------------------------------------------------------------- | ---------------- | ------------------- |
| 2008 | Medverkande        | En strut karameller En hyllningsföreställning till Povel Ramel | Lotta Ramel      | Vasateatern         |
| 2014 | Fräulein Schneider | Cabaret John Kander, Fred Ebb och Joe Masteroff                | Ronny Danielsson | Uppsala stadsteater |

### Diskografi
- 1986 – Lyckliga (EP; Tasteless Records, TR-86005)

- 2005 – Babben By Night (Sonora Big Band, SBBCD001)
- 2010 – Jag vägrar dö nyfiken (ljudboksbox; Norstedts, 978-91-1-302717-3)
- 2023 – Vägen hem ("Babben Larsson med kvintett",  Hedgehog Records)[45]